# 吠える闘魂・アントニオ猪木 夕やけ卍固め
吠える闘魂・アントニオ猪木 夕やけ卍固めとは、文化放送の夕方ワイド「夕やけ寺ちゃん 活動中」の中で放送されていたアントニオ猪木が時事問題を語る10分のトークコーナー。

## 概要
番組の最後に番組提供スポンサー（シーエスシー）のパブが猪木自身のナレーションで入る。
一回目の放送では、「独裁政治」をテーマに、猪木が大阪W選挙を制した大阪維新の会やカダフィ、そしてカストロとの交流などについて話した。

## 放送時間
- 文化放送 毎週水曜日 16時25分 - （2011年12月7日スタート）

## 出演者
- アントニオ猪木
- 寺島尚正

| スタブアイコン | サブスタブ | この項目は、まだ閲覧者の調べものの参照としては役立たない、ラジオ番組に関連した書きかけの項目です。この項目を加筆・訂正などしてくださる協力者を求めています（P:ラジオ/PJ:放送番組）。 |